# Tây Lộc
Tây Lộc là một phường thuộc quận Phú Xuân, thành phố Huế, Việt Nam.

## Địa lý
Phường Tây Lộc nằm ở trung tâm quận Phú Xuân, có vị trí địa lý:
- Phía đông giáp phường Thuận Lộc và phường Đông Ba
- Phía tây giáp phường An Hòa (qua sông An Hòa) và phường Kim Long (qua sông Kẻ Vạn)
- Phía nam giáp phường Thuận Hòa với ranh giới là sông Ngự Hà
- Phía bắc giáp các phường An Hòa, Hương Sơ và Hương Vinh với ranh giới là sông An Hòa.

Phường Tây Lộc có diện tích 1,80 km², dân số năm 2020 là 30.781 người, mật độ dân số đạt 17.101 người/km².

## Hành chính
Phường Tây Lộc được chia thành 19 tổ dân phố đánh số từ 1 đến 19.

## Lịch sử
Địa bàn phường Tây Lộc hiện nay bao gồm phần đất nằm bên trong Kinh thành Huế cùng với dải đất nằm giữa Hộ Thành hào và Hộ Thành hà. Đầu thời Nguyễn, hai vùng này do Nha Hộ thành quản lý, dân thường đều không được phép cư trú. Ngoại trừ Hoàng thành, khu vực Kinh thành là nơi sinh hoạt, làm việc của các quan nha, đồn trú doanh trại quân đội, quan xưởng triều đình, dinh cơ tư thất của tầng lớp quan lại và phủ đệ của các ông hoàng bà chúa. Đến thời Minh Mạng, bên trong Kinh thành được chia thành các phường. Tổ chức phường vào giai đoạn này tồn tại với tư cách như những đơn vị hành chính đặc biệt, đó là kết quả của sự phân định hệ thống các đồn canh, binh xá thuộc dinh vệ của các lực lượng quân đội. Địa phận các phường tương ứng với đồn canh, dinh trại đồn trú bảo vệ 24 pháo đài, bao quanh 4 phía vòng thành và khu vực Trấn Bình đài ở góc đông bắc Kinh thành. Ngoài ra, cho đến thời Tự Đức, ngoài khu chợ Đông Gia (Đông Ba) do triều đình thiết lập ở phía đông Kinh thành, không có bất kỳ người dân nào tự tiện xây dựng nhà cửa trên địa bàn ngoài quách Kinh thành.
Tuy nhiên, sau thời Tự Đức, dân cư bắt đầu tụ tập trên vùng đất ngoài quách Kinh thành cũng như cư trú trái phép bên trong Kinh thành. Đến thời Thành Thái, khu vực quanh thành được giao cho phủ Thừa Thiên quản lý để lập phường ấp. Vùng đất này sau đó được chia thành 4 phường: Đệ Nhất, Đệ Nhị, Đệ Tam, Đệ Tứ. Năm 1899, vua Thành Thái cho ban Dụ thành lập thị xã Huế, dải đất quanh Kinh thành lúc này thuộc địa phận thị xã Huế, riêng khu vực thành nội không thuộc đô thị Huế mà vẫn do triều đình quản lý. Vào năm 1909, vua Duy Tân ban hành quy định tu chỉnh tổ chức hành chính trong Kinh thành, theo đó tổ chức lại toàn bộ 108 phường trước đó thành 10 phường do Nha Hộ thành quản lý, trong đó có phường Tây Lộc (西祿坊). Tổ chức phường lúc này không còn theo chế độ quân quản mà đã chuyển dần theo hướng dân sự hóa. Năm 1934, toàn thành phố Huế được chia lại thành 11 phường, trong đó khu vực quanh Kinh thành gồm 3 phường: Phú Bình (gồm hai phường Đệ Nhị và Đệ Tam cũ), Phú Hòa và Phú Thạnh, thay thế 4 phường trước đó.
Sau năm 1945, khu vực thành nội được sáp nhập vào địa phận thành phố Huế. Đến thời Việt Nam Cộng hòa, Huế là thị xã, gồm 21 phường thuộc 3 quận. Địa bàn phường Tây Lộc hiện nay khi đó tương ứng với phường Tây Lộc thuộc quận Thành Nội và một phần phường Phú Bình thuộc quận Tả Ngạn. Đến năm 1968, chính quyền lại phân chia hành chính Huế thành 10 khu phố thuộc 3 quận, lúc này Tây Lộc trở thành một khóm thuộc khu phố Thuận Hòa, còn phường Phú Bình sáp nhập với phường Phú Thạnh thành khu phố Phú Thuận. Đến năm 1976, các khu phố lại được đổi thành phường thuộc thành phố Huế, phường Tây Lộc cũng được tái lập.
Đến năm 2020, phường Tây Lộc có diện tích 1,34 km², dân số là 23.233 người, gồm 15 tổ dân phố.
Ngày 27 tháng 4 năm 2021, Ủy ban Thường vụ Quốc hội ban hành Nghị quyết số 1264/NQ-UBTVQH14 (nghị quyết có hiệu lực từ ngày 1 tháng 7 năm 2021). Theo đó, điều chỉnh 0,46 km² diện tích tự nhiên và 7.548 người của phường Phú Thuận vừa giải thể (gồm các tổ dân phố 3, 4, 5 và một phần tổ dân phố 2) vào phường Tây Lộc.
Ngày 30 tháng 11 năm 2024, Ủy ban Thường vụ Quốc hội ban hành Nghị quyết số 1314/NQ-UBTVQH15 về việc sắp xếp đơn vị hành chính cấp huyện, cấp xã của thành phố Huế giai đoạn 2023 – 2025 (nghị quyết có hiệu lực từ ngày 1 tháng 1 năm 2025). Theo đó, thành lập quận Phú Xuân thuộc thành phố Huế. Phường Tây Lộc trực thuộc quận Phú Xuân.